# Epistola lui Pavel către romani
Epistola lui Pavel către romani este una din cele 27 scrieri ale Noului Testament, a șasea în ordinea prezentării lor (după cele patru Evanghelii și după Faptele Apostolilor), și prima dintre epistolele pauline în canonul Noului Testament (fiind și cea mai lungă dintre epistolele pauline).
Majoritatea covârșitoare a criticilor contemporani este în favoarea autenticității epistolei. Adeseori, această epistolă este invocată ca standardul după care se judecă autenticitatea vreunei alte epistole. Pe baza unei cronologii relative a epistolelor lui Pavel, se poate indica o perioadă de trei luni în cca. 57-59 e.n. de ședere a lui Pavel în Corint ca data scrierii epistolei, timp în care a și organizat colecta pentru Biserica din Ierusalim (cp. Rom. 15.25-26, 2 Cor. 1.16, Fapte 20.2-3). Tema centrală a epistolei este mântuirea, sub diversele sale aspecte. Importanța ei se vede și din influența imposibil de exagerat pe care a avut-o asupra unor teologi ca Augustin, Martin Luther, Ioan Calvin, John Wesley și Karl Barth.

## Conținut
- Cap. 1-8: Mântuirea, dar al harului lui Dumnezeu pentru omenire
- Cap. 9-11: Planul lui Dumnezeu pentru mântuirea întregii omeniri, evrei și neamuri
- Cap. 12: Roadele mântuirii
- Cap. 13: Relația creștinului cu puterea lumească și așteptarea revenirii Domnului
- Cap. 14, 1 - 15, 13: Frății puternice și slabe din comunitate
- Cap. 15, 14-33: Planuri pentru călătorii
- Cap. 16: Salutări de la frați și prieteni